# Conjunt del carrer Barcelona (Sant Llorenç Savall)
El Conjunt del carrer Barcelona és un conjunt d'edificis del municipi de Sant Llorenç Savall (Vallès Occidental) protegida com a bé cultural d'interès local.

## Descripció
És un carrer on es troben algunes cases rurals de l'antic nucli urbà. Les cases, majoritàriament, són de planta baixa i dos pisos, i a vegades tenen golfes. Les obertures són rectangulars i, en algunes ocasions, d'arc de mig punt. en les llindes de les portes sovint hi ha inscripcions amb les data de construcció i el senyal de la creu del cristianisme o l'anagrama JHS "Jesús Salvador dels Homes". Les façanes estan arrebossades.

## Història
Aquestes cases són el símbol de l'antiga noblesa de Sant Llorenç Savall, així com dels menestrals que hi vivien, ben representat per les inscripcions del seu ofici com Cal Ferrer del Mig del carrer Barcelona.